# Omar Abdel Moneim Abou El Seoud
Omar Abdel Moneim Abou El Seoud (21 de maio de 1945) é um pesquisador brasileiro, membro titular da Academia Brasileira de Ciências na área de Ciências Químicas desde 15 de março de 1993.
É Professor Sênior do Instituto de Química da USP.
Foi condecorado com a comenda da Ordem Nacional do Mérito Científico.